# Lysandra flavescens
Lysandra flavescens är en fjärilsart som beskrevs av Tutt 1909. Lysandra flavescens ingår i släktet Lysandra och familjen juvelvingar. Inga underarter finns listade i Catalogue of Life.